# Possibilité et impossibilité
« Impossible » redirige ici. Pour les autres significations, voir Impossible (homonymie).

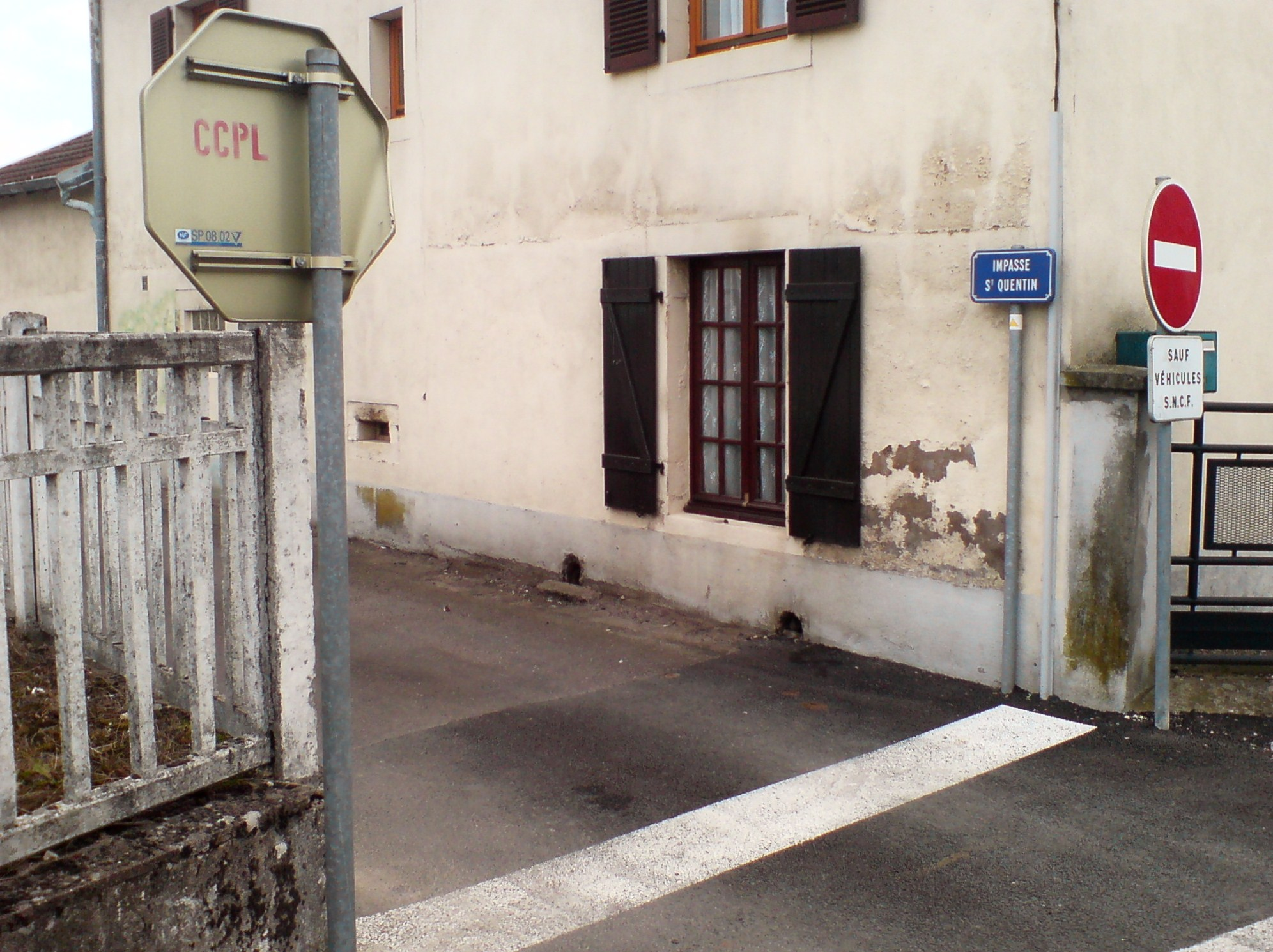
Une impasse à sens unique. Non seulement il est théoriquement impossible d'en voir, mais en plus, aux yeux de la loi, il est impossible d'y entrer ou d'en sortir sans violer le sens unique.

La possibilité logique fait référence à une proposition qui peut être la conséquence logique d'une autre, basée sur les axiomes d'un système logique donné. Par conséquent, une proposition logiquement possible est celle qui est cohérente avec les axiomes du système logique dans lequel elle se trouve. formulé. Par conséquent, la possibilité d'une proposition dépendra du système logique utilisé.
Certains systèmes logiques restreignent les inférences basées sur des propositions incohérentes ou permettent de vraies contradictions, tandis que d'autres ont une logique à plusieurs valeurs au lieu du système binaire à deux valeurs de vérité : vrai ou faux. Cependant, en ce qui concerne la possibilité logique, on suppose généralement que le système en question est une logique propositionnelle classique.
La possibilité logique doit être différenciée des autres types de possibilités subjonctives. Par exemple, il peut être logiquement possible que les lois physiques de l'univers soient différentes de ce qu'elles sont réellement. Dans ce cas, beaucoup de choses — que nous considérons impossibles — deviennent logiquement possibles : par exemple, voyager plus vite que la lumière ou s'échapper de trous noirs peut être possible. De nombreux philosophes ont donc soutenu que ces scénarios sont logiquement possibles, mais en pratique impossibles du fait des lois physiques.
Avec cette compréhension de la possibilité logique à l'esprit, d'autres modalités logiques peuvent être définies :
- une proposition est logiquement nécessaire s'il n'est pas possible qu'elle soit fausse dans un système logique ;
- une proposition est logiquement impossible s'il n'est pas possible qu'elle soit vraie dans un système logique ;
- une proposition est logiquement contingente si elle peut être logiquement soit vraie soit fausse.

La possibilité logique se distingue de la possibilité métaphysique : alors que la première se réfère à ce qui est permis dans un système logique, la seconde concerne ce qui peut être vrai (ou exister) dans l'absolu. Ainsi, certaines propositions sont logiquement possibles (dans un système logique donné) bien que métaphysiquement impossibles, ou à l'inverse logiquement impossibles alors qu'elles pourraient être vraies dans un monde possible. Mais certains philosophes soutiennent que la possibilité logique est plus large que la possibilité métaphysique, de sorte que tout ce qui est métaphysiquement possible l'est aussi logiquement.

## Philosophie
Selon certains philosophes, comme Aristote qui distingue ce qui est en acte et ce qui réside en puissance, le possible serait déjà déterminé : c'est alors un réel latent auquel il ne manque que la réalisation. Par exemple, l'arbre est virtuellement présent dans la graine. On dit alors que les possibles sont prédéterminés, tout comme, en théologie, il peut y avoir une prédestination à recevoir la grâce.
D'autres philosophes, tels Leibniz, refusent cette conception. Pour eux, les possibles appartiennent au domaine des vérités de fait, ou « vérités contingentes »: s'il est possible que je fasse A ou B, cela ne veut pas dire qu'il est nécessaire que je fasse A ou B. Identifier la possibilité à la nécessité prédéterminée, c'est-à-dire à une puissance qui ne manque que l'actualisation, c'est en effet évacuer le libre arbitre. Par le concept de notion complète de la monade, ou substance individuelle, Leibniz tente ainsi de sauver à la fois la contingence, et donc la liberté, et le choix divin.
Le virtuel est ce qui existe en puissance et non, en effet, de manière concrète, mais qui agit comme s'il l'était.